# Angeli inquieti
Angeli inquieti, noto anche col titolo L.A. Gangs, è un film televisivo del 1988 diretto da Richard T. Heffron.

## Trama
Los Angeles. La sedicenne Jamie Coburn scompare in seguito ad un regolamento di conti tra bande rivali. Il padre si mette alla sua ricerca scoprendo che la figlia era anch'essa membro di una gang.